# Zvanika
Zvanika (amarilis; lat. Amaryllis), biljni rod lukovičastih trajnica iz porodice zvanikovki kojemu se danas pripisuju svega dvije priznate vrste, to su A. belladonna i A. paradisicola od kojih u divljini obje rastu na kranjem jugu Afrike, provincija Cape. 
Zvanika ili amarilis je atraktivnog izgleda, odlikuje se trubastim mirisnim cvjetovima ružičaste boje na dugim peteljkama, koji cvjetaju u kasno ljeto ili ranu jesen.